# ComfortWay
ComfortWay (КомфортВэй) — компания, занимающая разработкой программного обеспечения для SIM/eSIM, а также продуктов под ключ для MVNO и MNO. Офисы находятся в Гонконге, Европе и России. Сфера деятельности компании — безроуминговые мобильные технологии, MVNE, MVNO, мобильная коммерция.

## История
Компания основана в 2012 году. В 2014 году компания стала «Старапом года» в номинации «Глобальный стартап». В 2016 году первой в мире реализовала спецификацию GSMA Remote SIM Provisioning. В 2015 году получила статус резидента ИТ-кластера Сколково. В 2017 году платформенное b2b направление выделено в бренд TapMobile One и начата разработка решений на базе eSIM для Интернета вещей.

## Продукты компании
- СomfortWay Router и ComfortWay Router Mini — 3G-WiFi роутеры для путешественников. Линейка снята с продаж в 2017 году.
- СwSim — eSIM-карта, которая подключается к выбранному оператору «по воздуху» и в ней реализован стандарт Remote SIM Provisioning. СwSim управляется приложением, в котором есть функции пополнения баланса через популярные платежные системы, выбирать тарифы и обращаться в службу поддержки. Продукт используется в поездках по миру для доступа в интернет по тарифам локальных операторов и в решениях для Интернета вещей.
- TapMobile One — технологическая платформа, которая берет на себя функции коннектора или хаба между операторами, производителями носимых устройств и конечными потребителями. Задача создания виртуального оператора и мобильных продуктов на базе платформы решается путем OEM-интеграций, а не привычной арендой инфраструктуры.